# Varicus bucca
Varicus bucca es una especie de peces de la familia de los Gobiidae en el orden de los perciformes.

## Hábitat
Es un pez de mar y, clima tropical y demersal que vive entre 229-242 m de profundidad.

## Distribución geográfica
Se encuentra en el Atlántico occidental: las Islas Caimán, Cuba la República Dominicana, Haití, Jamaica, Puerto Rico e Islas Turcas y Caicos.

## Observaciones
Es inofensivo para los humanos. 